# لیسش بزن
لیسش بزن (انگلیسی: Lick It Up) یازدهمین آلبوم استودیویی گروه موسیقی راک آمریکایی کیس است که در ۱۸ سپتامبر ۱۹۸۳ منتشر شد. پیش از انتشار، اعضای گروه بدون آرایش در ام‌تی‌وی حضور یافتند که نخستین حضور عمومی آن‌ها بدون آرایش بود.

## گواهی‌نامه‌ها
| منطقه                             | گواهی  | واحد گواهی‌شده/فروش |
| --------------------------------- | ------ | ------------------ |
| کانادا (میوزیک کانادا)            | طلا    | ۵۰٬۰۰۰^            |
| ایالات متحده (آرآی‌ای‌ای)           | پلاتین | ۱٬۰۰۰٬۰۰۰^         |
| ^ رقم توزیع تنها بر پایهٔ گواهی‌ها. |        |                    |